# Liste der Kriegerdenkmale im Main-Tauber-Kreis

In der Liste der Kriegerdenkmale im Main-Tauber-Kreis sind vorhandene Kriegerdenkmale im Main-Tauber-Kreis in Baden-Württemberg aufgeführt. Darunter fallen Denkmale, die zu Erinnerungs- und Gedenkzwecken oder als Mahnung für Kriege, Kriegsteilnehmer und Gefallene sowie im Krieg Verwundete und Vermisste geschaffen wurden. Darunter befinden sich zahlreiche Kleindenkmale, die als Kulturdenkmale unter Denkmalschutz gestellt wurden.
Diese Liste ist systematisch nach den Städten und Gemeinden sowie in der Folge nach Orten des Main-Tauber-Kreises sortiert und erhebt keinen Anspruch auf Vollständigkeit.

## Kriegerdenkmale im Main-Tauber-Kreis nach Gemeinde
Alphabet der Städte und Gemeinden des Main-Tauber-Kreises mit den vorhandenen Kriegerdenkmalen:

### Ahorn
Kriegerdenkmale in Ahorn mit den Gemeindeteilen Berolzheim, Buch am Ahorn, Eubigheim, Hohenstadt und Schillingstadt:
sowie Bilder der Kriegerdenkmale
| Bild | Ort            | Beschreibung | Koordinaten                 |
| ---- | -------------- | --- | --------------------------- |
|      | Berolzheim     | Kriegerdenkmal in Berolzheim für die Opfer des Ersten und Zweiten Weltkriegs                                                                                         | 49° 28′ 26″ N, 9° 32′ 22″ O |
|      | Buch am Ahorn  | Kriegerdenkmal in Buch am Ahorn für die Opfer des Ersten und Zweiten Weltkriegs                                                                                      | 49° 32′ 19″ N, 9° 33′ 21″ O |
|      | Buch am Ahorn  | Kriegerdenkmal in Buch am Ahorn für Opfer des Zweiten Weltkriegs; für die am 31. März 1945 bei Buch Gefallenen. Zwei Steinplatten befinden sich in einer Grünanlage. | 49° 32′ 27″ N, 9° 33′ 17″ O |
|      | Eubigheim      | Kriegerdenkmal in Eubigheim für die Opfer des Deutsch-Französischen Kriegs von 1870/71, des Ersten Weltkriegs (1914 bis 1918) und Zweiten Weltkriegs (1939 bis 1945) | 49° 30′ 2″ N, 9° 32′ 22″ O  |
|      | Hohenstadt     | Kriegerdenkmal in Hohenstadt für die Toten des Zweiten Weltkriegs | 49° 29′ 30″ N, 9° 31′ 1″ O  |
|      | Schillingstadt | Kriegerdenkmal in Schillingstadt für die Opfer des Ersten und Zweiten Weltkriegs                                                                                     | 49° 27′ 34″ N, 9° 34′ 29″ O |

### Assamstadt
Kriegerdenkmale in Assamstadt mit der Wohn- und Industriegemeinde Assamstadt:
sowie Bilder der Kriegerdenkmale
| Bild | Ort        | Beschreibung | Koordinaten                 |
| ---- | ---------- | --- | --------------------------- |
|      | Assamstadt | Kriegerdenkmal in Assamstadt im alten Friedhof. In den Säulen stehen die Namen der gefallenen und vermissten Soldaten aus Assamstadt der beiden Weltkriege. | 49° 25′ 43″ N, 9° 41′ 21″ O |

### Bad Mergentheim
Kriegerdenkmale in Bad Mergentheim mit den Stadtteilen Althausen, Apfelbach, Bad Mergentheim, Dainbach, Edelfingen, Hachtel, Herbsthausen, Löffelstelzen, Markelsheim, Neunkirchen, Rengershausen, Rot, Stuppach und Wachbach:
sowie Bilder der Kriegerdenkmale
| Bild | Ort                                  | Beschreibung | Koordinaten                   |
| ---- | ------------------------------------ | --- | ----------------------------- |
|      | Althausen                            | Kriegerdenkmal in Althausen bei Bad Mergentheim für die Opfer des Ersten Weltkriegs | 49° 28′ 7″ N, 9° 44′ 41″ O    |
|      | Althausen                            | Kriegerdenkmal in Althausen bei Bad Mergentheim für die Opfer des Zweiten Weltkriegs | 49° 28′ 8″ N, 9° 44′ 43″ O    |
|      | Apfelbach                            | Kriegerdenkmal in Apfelbach bei Bad Mergentheim für die Opfer des Ersten und Zweiten Weltkriegs | 49° 26′ 51″ N, 9° 49′ 24″ O   |
|      | Bad Mergentheim                      | Kriegerdenkmal in Bad Mergentheim auf dem Alten Friedhof für in Folge des Feldzuges 1866 hier an Wunden und Krankheiten gestorbenen deutschen Kriegern der beiderseitigen Armeen                   | 49° 29′ 17″ N, 9° 46′ 28″ O   |
|      | Bad Mergentheim                      | Kriegerdenkmal in Bad Mergentheim als Kriegsgräberstätte auf dem Alten Friedhof für Gefallene des Ersten Weltkriegs                                                                                | 49° 29′ 19″ N, 9° 46′ 30″ O   |
|      | Bad Mergentheim                      | Kriegerdenkmal in Bad Mergentheim als Kriegsgräberstätte auf dem Alten Friedhof für Gefallene des Zweiten Weltkriegs                                                                               | 49° 29′ 19″ N, 9° 46′ 30″ O   |
|      | Bad Mergentheim, Deutschordensmuseum | Kriegerdenkmal in Bad Mergentheim als Gedenktafel für acht im Ersten Weltkrieg gefallene jüdische Mitbürger                                                                                        | 49° 29′ 29″ N, 9° 46′ 33″ O   |
|      | Bad Mergentheim, Schlosskirche       | Kriegerdenkmal in Bad Mergentheim in der evangelischen Schlosskirche für Opfer und Vermisste des Ersten und Zweiten Weltkriegs                                                                     | 49° 29′ 29″ N, 9° 46′ 36″ O   |
|      | Bad Mergentheim                      | Kriegerdenkmal in Bad Mergentheim als Gräberfeld auf dem städtischen Friedhof für Gefallene und Vermisste beider Weltkriege                                                                        | Koordinaten fehlen! Hilf mit. |
|      | Bad Mergentheim                      | Kriegerdenkmal in Bad Mergentheim zum Andenken des II. Bat. Füsilier Regts. 122 im Ersten Weltkrieg über dem Äußeren Tor des Deutschordensschlosses                                                | 49° 29′ 30″ N, 9° 46′ 32″ O   |
|      | Bad Mergentheim                      | Kriegerdenkmal in Bad Mergentheim im Münster St. Johannes für Opfer und Vermisste des Zweiten Weltkriegs                                                                                           | 49° 29′ 29″ N, 9° 46′ 23″ O   |
|      | Dainbach                             | Kriegerdenkmal in Dainbach bei Bad Mergentheim für die Opfer des Deutsch-Französischen Kriegs 1870/71                                                                                              | 49° 29′ 47″ N, 9° 42′ 55″ O   |
|      | Dainbach                             | Kriegerdenkmal in Dainbach bei Bad Mergentheim für die Opfer des Ersten Weltkriegs; quadratische Steinstele mit Kreuz als Abschluss                                                                | 49° 29′ 48″ N, 9° 43′ 4″ O    |
|      | Dainbach                             | Kriegerdenkmal in Dainbach bei Bad Mergentheim für die Opfer des Ersten und Zweiten Weltkriegs; In der Mitte ein Stein mit Inschrift und zwei herausgearbeiteten Kreuzen daneben zwei Namenssteine | 49° 29′ 48″ N, 9° 43′ 4″ O    |
|      | Edelfingen                           | Kriegerdenkmal in Edelfingen bei Bad Mergentheim für die Opfer des Ersten und Zweiten Weltkriegs                                                                                                   | 49° 30′ 55″ N, 9° 45′ 7″ O    |
|      | Hachtel, Friedhof                    | Kriegerdenkmal in Hachtel bei Bad Mergentheim für die Opfer des Ersten und Zweiten Weltkriegs | 49° 25′ 13″ N, 9° 47′ 32″ O   |
|      | Löffelstelzen                        | Kriegerdenkmal in Löffelstelzen bei Bad Mergentheim für die Opfer des Ersten und Zweiten Weltkriegs                                                                                                | 49° 30′ 26″ N, 9° 47′ 15″ O   |
|      | Neunkirchen, Laurentiuskirche        | Kriegerdenkmal in Neunkirchen bei Bad Mergentheim für die Opfer des Ersten und Zweiten Weltkriegs                                                                                                  | 49° 28′ 38″ N, 9° 45′ 59″ O   |
|      | Rengershausen                        | Kriegerdenkmal in Rengershausen bei Bad Mergentheim für die Opfer des Ersten und Zweiten Weltkriegs                                                                                                | 49° 24′ 16″ N, 9° 43′ 15″ O   |
|      | Rot Schönbühl, Friedhof              | Kriegerdenkmal in Rot (mit Schönbühl) bei Bad Mergentheim für die Opfer des Ersten und Zweiten Weltkriegs                                                                                          | 49° 23′ 54″ N, 9° 48′ 57″ O   |
|      | Stuppach Lillstadt Lustbronn         | Kriegerdenkmal in Stuppach (mit Lillstadt und Lustbronn) bei Bad Mergentheim für die Opfer des Ersten und Zweiten Weltkriegs                                                                       | 49° 26′ 38″ N, 9° 44′ 57″ O   |
|      | Stuppach                             | Kriegerdenkmal in Stuppach bei Bad Mergentheim für 63 Opfer des Zweiten Weltkriegs am 6. April 1945                                                                                                | 49° 26′ 38″ N, 9° 44′ 57″ O   |
|      | Wachbach, vor der Kirche St. Georg   | Kriegerdenkmal in Wachbach bei Bad Mergentheim für die Opfer des Ersten und Zweiten Weltkriegs | 49° 26′ 33″ N, 9° 47′ 27″ O   |

### Boxberg
Kriegerdenkmale in Boxberg mit den Stadtteilen Angeltürn, Bobstadt, Boxberg, Epplingen, Kupprichhausen, Lengenrieden, Oberschüpf, Schwabhausen, Schweigern, Uiffingen, Unterschüpf, Windischbuch und Wölchingen:
sowie Bilder der Kriegerdenkmale
| Bild | Ort            | Beschreibung | Koordinaten                 |
| ---- | -------------- | --- | --------------------------- |
|      | Bobstadt       | Kriegerdenkmal in Bobstadt bei Boxberg, für die Gefallenen und Vermissten des Ersten Weltkriegs | 49° 27′ 54″ N, 9° 40′ 32″ O |
|      | Bobstadt       | Kriegerdenkmal in Bobstadt bei Boxberg, für die Gefallenen und Vermissten des Zweiten Weltkriegs | 49° 27′ 55″ N, 9° 40′ 32″ O |
|      | Boxberg        | Kriegerdenkmal in Boxberg, für die Gefallenen und Vermissten des Deutsch-Französischen Krieges 1870/71 an der Front des ehemaligen Rathauses. | 49° 28′ 49″ N, 9° 38′ 25″ O |
|      | Epplingen      | Kriegerdenkmal in Epplingen bei Boxberg in Form eines Gräberfelds für die Gefallenen des Zweiten Weltkriegs | 49° 30′ 20″ N, 9° 37′ 35″ O |
|      | Kupprichhausen | Kriegerdenkmal in Kupprichhausen bei Boxberg, für die Gefallenen und Vermissten des Ersten und Zweiten Weltkriegs | 49° 31′ 51″ N, 9° 37′ 1″ O  |
|      | Lengenrieden   | Kriegerdenkmal in Lengenrieden bei Boxberg, für die Gefallenen und Vermissten des Ersten und Zweiten Weltkriegs | 49° 31′ 40″ N, 9° 38′ 11″ O |
|      | Lengenrieden   | Kriegerdenkmal an der Friedhofsmauer. | 49° 31′ 41″ N, 9° 38′ 14″ O |
|      | Oberschüpf     | Kriegerdenkmal in Oberschüpf bei Boxberg, für die Gefallenen des Deutsch-Französischen Kriegs von 1870/71 | 49° 31′ 23″ N, 9° 40′ 41″ O |
|      | Oberschüpf     | Kriegerdenkmal in Oberschüpf bei Boxberg, für die Gefallenen und Vermissten des Ersten und Zweiten Weltkriegs | 49° 31′ 31″ N, 9° 40′ 40″ O |
|      | Schwabhausen   | Kriegerdenkmal in Schwabhausen bei Boxberg, für die Gefallenen und Vermissten des Ersten und Zweiten Weltkriegs | 49° 27′ 14″ N, 9° 35′ 57″ O |
|      | Uiffingen      | Kriegerdenkmal in Uiffingen bei Boxberg, für die Gefallenen und Vermissten des Ersten Weltkriegs | 49° 30′ 7″ N, 9° 35′ 30″ O  |
|      | Uiffingen      | Kriegerdenkmal in Uiffingen bei Boxberg, für die Gefallenen und Vermissten des Zweiten Weltkriegs. Früher befanden sich Grabsteine mit Name für Scheingräber vor dem Kreuz, welche entfernt wurden. Diese werden laut Aussage eines Gemeindearbeiters noch verwahrt. | 49° 30′ 14″ N, 9° 35′ 20″ O |
|      | Unterschüpf    | Kriegerdenkmal in Unterschüpf bei Boxberg, für die Gefallenen des Deutsch-Französischen Krieges von 1870/71 | 49° 30′ 57″ N, 9° 41′ 33″ O |
|      | Unterschüpf    | Kriegerdenkmal in Unterschüpf bei Boxberg, für die Gefallenen und Vermissten des Ersten und Zweiten Weltkriegs | 49° 30′ 53″ N, 9° 41′ 18″ O |
|      | Windischbuch   | Kriegerdenkmal in Windischbuch bei Boxberg, für die Gefallenen und Vermissten des Ersten und Zweiten Weltkriegs | 49° 26′ 13″ N, 9° 37′ 14″ O |
|      | Wölchingen     | Kriegerdenkmal in Wölchingen bei Boxberg, für die Gefallenen und Vermissten des Zweiten Weltkriegs | 49° 29′ 6″ N, 9° 37′ 53″ O  |

### Creglingen
Kriegerdenkmale in Creglingen mit den Stadtteilen Archshofen, Blumweiler, Craintal, Creglingen, Finsterlohr, Frauental, Freudenbach, Münster, Niederrimbach, Oberrimbach, Reinsbronn, Schmerbach und Waldmannshofen:
sowie Bilder der Kriegerdenkmale
| Bild | Ort                                    | Beschreibung | Koordinaten                   |
| ---- | -------------------------------------- | --- | ----------------------------- |
|      | Archshofen, bei der Kirche St. Agidius | Kriegerdenkmal in Archshofen bei Creglingen bei der Kirche für beide Weltkriege | 49° 27′ 10″ N, 10° 4′ 25″ O   |
|      | Archshofen, in der Kirche St. Agidius  | Kriegerdenkmal in Archshofen bei Creglingen in der Kirche als Gedenktafel für die Gefallenen der beiden Weltkriege | 49° 27′ 10″ N, 10° 4′ 25″ O   |
|      | Creglingen, Herrgottskirche            | Kriegerdenkmal in Creglingen vor der Herrgottskirche für die Gefallenen und Vermissten aus beiden Weltkriegen | 49° 27′ 29″ N, 10° 1′ 53″ O   |
|      | Frauental                              | Kriegerdenkmal in Frauental bei Creglingen an der Südseite der Klosterkirche für beide Weltkriege | 49° 29′ 53″ N, 10° 5′ 24″ O   |
|      | Freudenbach                            | Kriegerdenkmal in Freudenbach bei Creglingen vor der Kirche für den Deutsch-Französischen Krieg von 1870/71, den Ersten Weltkrieg (1914–1918) und Zweiten Weltkrieg (1939–1945)                                                  | 49° 28′ 26″ N, 10° 5′ 49″ O   |
|      | Lichtel, St.-Nikolaus-Kirche           | Kriegerdenkmal in Lichtel (mit Oberrimbach bei Creglingen und mit Wolkersfelden bei Niederstetten) für beide Weltkriege | 49° 24′ 45″ N, 10° 2′ 54″ O   |
|      | Münster, bei der Kirche (L 1005)       | Kriegerdenkmal in Münster bei Creglingen für beide Weltkriege; Steinsarg, darauf eine Figur eines ruhenden Soldaten | 49° 26′ 33″ N, 10° 2′ 13″ O   |
|      | Niederrimbach                          | Kriegerdenkmal in Niederrimbach bei Creglingen für beide Weltkriege; auf der rechten Seite des Aufganges zur Kirche St. Johannes; eine Steinstele mit einem knienden Soldaten; an der Wand dahinter zwei Namensplatten aus Stein | 49° 28′ 26″ N, 9° 59′ 46″ O   |
|      | Niedersteinach, Friedhof               | Kriegerdenkmal in Niedersteinach bei Creglingen für beide Weltkriege; in Steinwürfel mit einer viereckigen Spitze. | 49° 30′ 5″ N, 10° 3′ 47″ O    |
|      | Reinsbronn                             | Kriegerdenkmal in Reinsbronn bei Creglingen für beide Weltkriege; Steinstele mit einem deutschen Kreuz vorne und einem Adler auf einer Kugel als Abschluss                                                                       | Koordinaten fehlen! Hilf mit. |
|      | Schmerbach                             | Kriegerdenkmal in Schmerbach bei Creglingen für beide Weltkriege; Steinplatte mit einer Sterbeszene. Oben aufgesetzt ein deutsches Kreuz; An den Seiten sind zwei weitere Steinplatten angefügt                                  | Koordinaten fehlen! Hilf mit. |
|      | Sechselbach                            | Kriegerdenkmal in Sechselbach bei Creglingen für den Ersten Weltkrieg; Auf einen Steinsockel, Steinsäule mit einem Kreuz als Abschluss. Vorne ein herausgearbeiteter Stahlhelm mit Laubkranz, der um die gesamte Säule läuft     | Koordinaten fehlen! Hilf mit. |
|      | Waldmannshofen                         | Kriegerdenkmal in Waldmannshofen bei Creglingen für beide Weltkriege; vor der evang. Johannis-Kirche; In der Mitte ein Stein in Form eines Kreuzes mit Inschrift. Daneben zwei Namenssteine.                                     | 49° 31′ 56″ N, 10° 4′ 3″ O    |

### Freudenberg
Kriegerdenkmale in Freudenberg mit den Stadtteilen Boxtal, Ebenheid, Freudenberg, Rauenberg und Wessental:
sowie Bilder der Kriegerdenkmale
| Bild | Ort         | Beschreibung | Koordinaten                 |
| ---- | ----------- | --- | --------------------------- |
|      | Boxtal      | Kriegerdenkmal in Boxtal für die Opfer des Ersten und Zweiten Weltkriegs                                                                 | 49° 45′ 53″ N, 9° 24′ 1″ O  |
|      | Ebenheid    | Kriegerdenkmal in Ebenheid für die Opfer des Ersten und Zweiten Weltkriegs                                                               | 49° 43′ 5″ N, 9° 21′ 37″ O  |
|      | Freudenberg | Kriegerdenkmal in Freudenberg (Baden) für die Opfer des Deutsch-Französischen Kriegs von 1870/71 sowie des Ersten und Zweiten Weltkriegs | 49° 44′ 48″ N, 9° 19′ 36″ O |
|      | Rauenberg   | Kriegerdenkmal in Rauenberg bei Freudenberg für die Opfer des Ersten und Zweiten Weltkriegs                                              | 49° 44′ 12″ N, 9° 23′ 12″ O |
|      | Wessental   | Kriegerdenkmal in Wessental für die Opfer des Ersten und Zweiten Weltkriegs                                                              | 49° 43′ 49″ N, 9° 24′ 34″ O |

### Großrinderfeld
Kriegerdenkmale in Großrinderfeld mit den Gemeindeteilen Gerchsheim, Großrinderfeld, Ilmspan und Schönfeld:
sowie Bilder der Kriegerdenkmale
| Bild | Ort            | Beschreibung | Koordinaten                 |
| ---- | -------------- | --- | --------------------------- |
|      | Gerchsheim     | Kriegerdenkmal in Gerchsheim, Sandsteinsäule für die württembergischen Opfer des Deutschen Kriegs 1866 im Gefecht bei Gerchsheim | 49° 42′ 35″ N, 9° 47′ 13″ O |
|      | Gerchsheim     | Kriegerdenkmal in Gerchsheim für die Opfer des Deutschen Kriegs 1866 und des Deutsch-Französischen Kriegs 1870/71; im Ort; eine Sandsteinsäule mit einem Eichenlaubkranz mit Bändern und einem Orden als Verzierung                          | 49° 42′ 23″ N, 9° 47′ 3″ O  |
|      | Gerchsheim     | Kriegerdenkmal in Gerchsheim für die Opfer des Ersten und Zweiten Weltkriegs als Gedenkkapelle; die sog. Kriegergedächtniskapelle ist ein achteckiger Bau. Innen links und rechts des Einganges sind drei Namenstafeln aus Marmor angebracht | 49° 42′ 7″ N, 9° 47′ 11″ O  |
|      | Großrinderfeld | Kriegerdenkmal in Großrinderfeld für die Opfer des Deutschen und des Deutsch-Französischen Kriegs 1870/71; Auf dem Vorplatz des Rathauses befindet sich eine Sandsteinstele                                                                  | 49° 39′ 57″ N, 9° 43′ 59″ O |
|      | Großrinderfeld | Kriegerdenkmal in Großrinderfeld für die Opfer des Ersten Weltkriegs; Vor dem Rathaus befindet sich das Kriegerdenkmal: Drei Soldaten, auf einem Steinsockel.                                                                                | 49° 39′ 58″ N, 9° 44′ 0″ O  |
|      | Großrinderfeld | Kriegerdenkmal in Großrinderfeld für die Opfer des Zweiten Weltkriegs; Auf dem Friedhof vor der Aussegnungshalle: Eine große Steinplatte in deren Mitte ein Kreuz herausgearbeitet ist                                                       | 49° 40′ 4″ N, 9° 43′ 58″ O  |
|      | Großrinderfeld | Kriegerdenkmal in Großrinderfeld für die an Ostern 1945 in der Umgebung gefallenen Soldaten | 49° 40′ 2″ N, 9° 43′ 58″ O  |
|      | Großrinderfeld | Kriegerdenkmal in Großrinderfeld für die württembergischen Offiziere des Deutschen Kriegs 1866 | 49° 40′ 2″ N, 9° 43′ 58″ O  |
|      | Großrinderfeld | Kriegerdenkmal in Großrinderfeld für die württembergischen Krieger des Deutschen Kriegs 1866 | 49° 40′ 2″ N, 9° 43′ 58″ O  |
|      | Ilmspan        | Kriegerdenkmal in Ilmspan für die Opfer des Ersten und Zweiten Weltkriegs | 49° 39′ 53″ N, 9° 47′ 23″ O |
|      | Schönfeld      | Kriegerdenkmal in Schönfeld bei Großrinderfeld für die Opfer des Ersten und Zweiten Weltkriegs | 49° 40′ 35″ N, 9° 48′ 7″ O  |

### Grünsfeld
Kriegerdenkmale in Grünsfeld mit den Stadtteilen Grünsfeld, Grünsfeldhausen, Krensheim, Kützbrunn, Paimar und Zimmern:
sowie Bilder der Kriegerdenkmale
| Bild | Ort             | Beschreibung | Koordinaten                 |
| ---- | --------------- | --- | --------------------------- |
|      | Grünsfeld       | Kapellenartige Gedächtnishalle auf dem Grünsfelder Friedhof. Enthält Namenstafeln und eine Skulpturengruppe. | 49° 36′ 31″ N, 9° 44′ 40″ O |
|      | Grünsfeld       | Kriegerdenkmal in Grünsfeld, für die Gefallenen und Vermissten des Ersten Weltkriegs | 49° 36′ 31″ N, 9° 44′ 40″ O |
|      | Grünsfeld       | Skulptur eines Gefallenen in der Kriegergedächtniskapelle Grünsfeld | 49° 36′ 31″ N, 9° 44′ 40″ O |
|      | Grünsfeld       | Kriegerdenkmal in Grünsfeld, für die Gefallenen und Vermissten des Zweiten Weltkriegs | 49° 36′ 31″ N, 9° 44′ 40″ O |
|      | Grünsfeld       | Kriegerdenkmal in Grünsfeld als Sammelgrab für deutsche Soldaten, die am 1. April 1945 bei Grünsfeld gefallen sind | 49° 36′ 32″ N, 9° 44′ 40″ O |
|      | Grünsfeld       | Kriegerdenkmal auf dem Grünsfelder Friedhof für die Hamburger Opfer der Choleraepidemie im Zuge des Mainfeldzugs 1866 | 49° 36′ 32″ N, 9° 44′ 43″ O |
|      | Grünsfeldhausen | Kriegerdenkmal in Grünsfeldhausen bei Grünsfeld, für die Gefallenen und Vermissten des Ersten und Zweiten Weltkriegs | 49° 37′ 39″ N, 9° 44′ 26″ O |
|      | Krensheim       | Kriegerdenkmal in Krensheim bei Grünsfeld, für die Gefallenen und Vermissten des Ersten Weltkriegs in Form einer Tafel. | 49° 38′ 14″ N, 9° 46′ 56″ O |
|      | Krensheim       | Kriegerdenkmal in Krensheim bei Grünsfeld, für die Gefallenen und Vermissten des Zweiten Weltkriegs in Form einer Tafel neben der Kirche | 49° 38′ 14″ N, 9° 46′ 56″ O |
|      | Kützbrunn       | Kriegerdenkmal in Kützbrunn bei Grünsfeld, für die Gefallenen und Vermissten des Ersten und Zweiten Weltkriegs. Namenstafel an der Kirche | 49° 34′ 55″ N, 9° 45′ 27″ O |
|      | Paimar          | Kriegerdenkmal in Paimar bei Grünsfeld, für die Gefallenen des Ersten Weltkriegs. Im Vorbau der Aussegnungshalle hängt ein Holzkreuz, daneben eine Steintafeln mit den Namen der Gefallenen im Ersten Weltkrieg.                                                                        | 49° 38′ 27″ N, 9° 45′ 0″ O  |
|      | Paimar          | Kriegerdenkmal in Paimar bei Grünsfeld, für die Gefallenen und Vermissten des Ersten und Zweiten Weltkriegs. Auf dem Friedhof steht ein Steinkreuz mit Figur, daneben ein Steinwürfel, auf dessen verschiedenen Seiten die Namen der Gefallenen im Ersten und Zweiten Weltkrieg stehen. | 49° 38′ 26″ N, 9° 45′ 2″ O  |
|      | Zimmern         | Fliegergrab als Kriegerdenkmal auf dem Gebiet der Stadt Grünsfeld im Wald zwischen Zimmern und Kützbrunn | 49° 35′ 26″ N, 9° 46′ 24″ O |
|      | Zimmern         | Kriegerdenkmal in Zimmern bei Grünsfeld, für die Gefallenen und Vermissten des Ersten und Zweiten Weltkriegs | 49° 35′ 56″ N, 9° 46′ 58″ O |

### Igersheim
Kriegerdenkmale in Igersheim mit den Gemeindeteilen Bernsfelden, Harthausen, Igersheim, Neuses und Simmringen:
sowie Bilder der Kriegerdenkmale
| Bild | Ort         | Beschreibung | Koordinaten                   |
| ---- | ----------- | --- | ----------------------------- |
|      | Bernsfelden | Kriegerdenkmal in Bernsfelden bei Igersheim für die Opfer des Ersten und Zweiten Weltkriegs                                                                           | 49° 33′ 41″ N, 9° 53′ 33″ O   |
|      | Harthausen  | Kriegerdenkmal in Harthausen bei Igersheim für die Opfer des Ersten und Zweiten Weltkriegs                                                                            | 49° 31′ 58″ N, 9° 50′ 55″ O   |
|      | Igersheim   | Kriegerdenkmal in Igersheim für die Opfer des Ersten und Zweiten Weltkriegs                                                                                           | Koordinaten fehlen! Hilf mit. |
|      | Igersheim   | Kriegerdenkmal in der Igersheimer Michaelskirche für die im Zweiten Weltkrieg gefallenen oder vermissten Gemeindemitglieder der katholischen Pfarrgemeinde Igersheim. | Koordinaten fehlen! Hilf mit. |

### Königheim
Kriegerdenkmale in Königheim mit den Gemeindeteilen Brehmen, Gissigheim, Königheim und Pülfringen:
sowie Bilder der Kriegerdenkmale
| Bild | Ort        | Beschreibung | Koordinaten                 |
| ---- | ---------- | --- | --------------------------- |
|      | Brehmen    | Kriegerdenkmal in Brehmen bei Königheim für die Opfer des Deutsch-Französischen Kriegs 1870/71 | 49° 34′ 3″ N, 9° 33′ 16″ O  |
|      | Brehmen    | Kriegerdenkmal in Brehmen bei Königheim für die Opfer des Ersten Weltkriegs | 49° 34′ 1″ N, 9° 33′ 12″ O  |
|      | Brehmen    | Kriegerdenkmal in Brehmen bei Königheim für die Opfer des Zweiten Weltkriegs. Holztafel im Eingangsvorraum zum Friedhofskirchlein.                                                                                                 | 49° 34′ 2″ N, 9° 33′ 12″ O  |
|      | Gissigheim | Kriegerdenkmal in Gissigheim für die Opfer des Ersten und Zweiten Weltkriegs | 49° 35′ 38″ N, 9° 35′ 26″ O |
|      | Königheim  | Kriegerdenkmal in Königheim für die Opfer des Deutsch-Französischen Kriegs 1870/71 | 49° 37′ 3″ N, 9° 35′ 22″ O  |
|      | Königheim  | Kriegerdenkmal in Königheim für die vier im Ersten Weltkrieg gefallenen jüdischen Soldaten; „kulturhistorisch wertvolles“ Denkmal (Grabstein 7) im jüdischen Friedhof Königheim. Die Friedhofstreppe führt direkt auf das Denkmal. | 49° 37′ 5″ N, 9° 36′ 9″ O   |
|      | Königheim  | Kriegerdenkmal in Königheim für die Opfer des Ersten und Zweiten Weltkriegs | 49° 37′ 1″ N, 9° 35′ 29″ O  |
|      | Pülfringen | Kriegerdenkmal in Pülfringen, Skulptur die einen Engel sowie einen sterbenden Soldaten zeigt | 49° 34′ 57″ N, 9° 31′ 37″ O |
|      | Pülfringen | Kriegerdenkmal in Pülfringen für die Opfer des Ersten und Zweiten Weltkriegs | 49° 35′ 3″ N, 9° 31′ 38″ O  |

### Külsheim
Kriegerdenkmale in Külsheim mit den Stadtteilen Eiersheim, Hundheim, Külsheim, Steinbach, Steinfurt und Uissigheim:
sowie Bilder der Kriegerdenkmale
| Bild | Ort                       | Beschreibung | Koordinaten                 |
| ---- | ------------------------- | --- | --------------------------- |
|      | Eiersheim                 | Kriegerdenkmal in Eiersheim bei Külsheim für die Opfer des Deutsch-Französischen Kriegs 1870/71. In der Ortsdurchfahrt befindet sich ein Steinsockel mit pyramidenförmigem Aufsatz. Verziert mit Krone, Lorbeer- und Eichenlaubast. Oben herausgearbeitet ein deutsches Kreuz. | 49° 39′ 38″ N, 9° 35′ 13″ O |
|      | Eiersheim                 | Kriegerdenkmal in Eiersheim bei Külsheim für die Opfer des Ersten und Zweiten Weltkriegs an der Kirche St. Margaretha. In der Mitte eine Steinplatte mit einer Figur, daneben insgesamt vier Namensplatten.                                                                    | 49° 39′ 34″ N, 9° 35′ 18″ O |
|      | Eiersheim                 | Kriegerdenkmal in Eiersheim bei Külsheim für die Opfer des Ersten Weltkriegs, zwei Tafeln links und rechts an einem Kapelleneingang | 49° 39′ 25″ N, 9° 35′ 14″ O |
|      | Hundheim, Denkmalsiedlung | Kriegerdenkmal in Hundheim bei Külsheim an der Denkmalsiedlung für die am 23. Juli 1866 gefallenen badischen Soldaten des Gefechts bei Hundheim | 49° 42′ 10″ N, 9° 27′ 24″ O |
|      | Hundheim                  | Kriegerdenkmal in Hundheimer Friedhof für gefallene badische Soldaten des Gefechts bei Hundheim | 49° 41′ 30″ N, 9° 28′ 11″ O |
|      | Hundheim                  | Kriegerdenkmal in Hundheim bei Külsheim für die Opfer des Ersten und Zweiten Weltkriegs | 49° 41′ 28″ N, 9° 28′ 14″ O |
|      | Külsheim                  | Kriegerdenkmal in Külsheim für die Opfer des Deutsch-Französischen Kriegs 1870/71 | 49° 40′ 12″ N, 9° 31′ 18″ O |
|      | Külsheim                  | Kriegerdenkmal in Külsheim für die Opfer des Ersten und Zweiten Weltkriegs | 49° 40′ 14″ N, 9° 31′ 20″ O |
|      | Külsheim                  | Gedenkstätte der 14. Panzer-Division (Wehrmacht) auf dem Standortübungsplatz | 49° 39′ 19″ N, 9° 30′ 51″ O |
|      | Steinbach                 | Kriegerdenkmal in Steinbach bei Külsheim für die Opfer des Ersten und Zweiten Weltkriegs | 49° 40′ 55″ N, 9° 28′ 14″ O |
|      | Steinfurt                 | Kriegerdenkmal in Steinfurt bei Külsheim für die Opfer des Ersten und Zweiten Weltkriegs | 49° 38′ 54″ N, 9° 28′ 59″ O |
|      | Uissigheim                | Kriegerdenkmal in Uissigheim bei Külsheim für die Opfer des Deutsch-Französischen Kriegs 1870/71 | 49° 40′ 39″ N, 9° 34′ 28″ O |
|      | Uissigheim                | Kriegerdenkmal in Uissigheim bei Külsheim für die Opfer des Ersten und Zweiten Weltkriegs | 49° 40′ 40″ N, 9° 34′ 26″ O |

### Lauda-Königshofen
Kriegerdenkmale in Lauda-Königshofen mit den Stadtteilen Beckstein, Deubach, Gerlachsheim, Heckfeld, Königshofen, Lauda, Marbach, Messelhausen, Oberbalbach, Oberlauda, Sachsenflur und Unterbalbach:
sowie Bilder der Kriegerdenkmale
| Bild           | Ort                       | Beschreibung | Koordinaten                   |
| -------------- | ------------------------- | --- | ----------------------------- |
|                | Beckstein                 | Kriegerdenkmal in Beckstein bei Lauda-Königshofen für die Gefallenen und Vermissten des Ersten und Zweiten Weltkriegs | 49° 32′ 44″ N, 9° 42′ 11″ O   |
|                | Deubach                   | Kriegerdenkmal in Deubach bei Lauda-Königshofen für die Gefallenen und Vermissten des Ersten und Zweiten Weltkriegs | 49° 32′ 52″ N, 9° 46′ 15″ O   |
|                | Deubach                   | Kriegerdenkmal in Deubach bei Lauda-Königshofen als Soldatengrab für bei Deubach Gefallene während des Zweiten Weltkriegs | 49° 32′ 52″ N, 9° 46′ 15″ O   |
|                | Gerlachsheim              | Kriegerdenkmal für den Bauernkrieg in Gerlachsheim. Das eingeschlagene Datum ist falsch. Die Schlacht fand zwei Tage früher statt. Auch sind die Opfer wahrscheinlich hier nicht begraben worden.                                                                                | 49° 34′ 41″ N, 9° 42′ 37″ O   |
|                | Gerlachsheim              | Kriegerdenkmal in Gerlachsheim bei Lauda-Königshofen in Form eines Soldatengrabs für zwei Gefallene des Zweiten Weltkriegs | 49° 34′ 41″ N, 9° 43′ 17″ O   |
|                | Gerlachsheim              | Kriegerdenkmal in Gerlachsheim bei Lauda-Königshofen in Form der Figur eines sterbenden Soldaten für die Gefallenen und Vermissten des Ersten Weltkriegs. Die Plastik befindet sich heute in der Klosterkirche.                                                                  | 49° 34′ 48″ N, 9° 43′ 6″ O    |
|                | Gerlachsheim              | Kriegerdenkmal in Gerlachsheim bei Lauda-Königshofen in Form von Steintafeln für die Gefallenen und Vermissten des Ersten Weltkriegs | 49° 34′ 41″ N, 9° 43′ 21″ O   |
|                | Heckfeld                  | Kriegerdenkmal in Heckfeld bei Lauda-Königshofen für die Gefallenen des Deutsch-Französischen Kriegs von 1870/71 | 49° 33′ 4″ N, 9° 38′ 4″ O     |
|                | Heckfeld                  | Kriegerdenkmal in Heckfeld bei Lauda-Königshofen für die Gefallenen und Vermissten des Ersten und Zweiten Weltkriegs | 49° 33′ 4″ N, 9° 38′ 3″ O     |
|                | Heckfeld                  | Kriegerdenkmal in Heckfeld bei Lauda-Königshofen im Ahornwald für Gefallene des Zweiten Weltkriegs; Steinkreuz | 49° 32′ 42″ N, 9° 35′ 2″ O    |
|                | Heckfeld                  | Kriegerdenkmal in Heckfeld bei Lauda-Königshofen im Ahornwald für Gefallene des Zweiten Weltkriegs; Stein mit Inschrift | 49° 32′ 43″ N, 9° 35′ 1″ O    |
| Weitere Bilder | Königshofen               | Kriegerdenkmal in Königshofen bei Lauda-Königshofen für den Deutsch-Französischen-Krieg von 1870/71 | 49° 32′ 43″ N, 9° 43′ 33″ O   |
|                | Königshofen               | Kriegerdenkmal in Königshofen bei Lauda-Königshofen für den Ersten Weltkrieg | 49° 32′ 58″ N, 9° 44′ 8″ O    |
|                | Königshofen               | Gedenkstein in Königshofen bei Lauda-Königshofen vor der Kirche. Der Stein erinnert an die Schlacht von Königshofen 1525 sowie an die Osterkämpfe um Königshofen und um den Turmberg 1945. Links und rechts daneben befinden sich zwei erläuternde metallene Informationstafeln. | 49° 32′ 55″ N, 9° 43′ 55″ O   |
|                | Königshofen               | Kriegerdenkmal in Königshofen bei Lauda-Königshofen als Gedenktafel vor der Kirche; Metalltafel zum Gedenken an den 2. Juni 1525 | 49° 32′ 55″ N, 9° 43′ 55″ O   |
|                | Königshofen               | Kriegerdenkmal in Königshofen bei Lauda-Königshofen als Gedenktafel vor der Kirche; Metalltafel zum Gedenken an den 1. April 1945 (Ostersonntag) | 49° 32′ 55″ N, 9° 43′ 55″ O   |
|                | Königshofen               | Kriegerdenkmal in Königshofen bei Lauda-Königshofen als Gedenktafel für die hier vor Ort Gefallenen bei den Osterkämpfen 1945; Eine von drei Gedenktafeln in der Kirche (in einem Gedenkraum im untersten Turmgeschoss)                                                          | 49° 32′ 55″ N, 9° 43′ 54″ O   |
|                | Königshofen               | Kriegerdenkmal in Königshofen bei Lauda-Königshofen als Gedenktafel für die Zivilopfer in Königshofen; Eine von drei Gedenktafeln in der Kirche (in einem Gedenkraum im untersten Turmgeschoss)                                                                                  | 49° 32′ 55″ N, 9° 43′ 54″ O   |
|                | Königshofen               | Kriegerdenkmal in Königshofen bei Lauda-Königshofen als Gedenktafel für den Zweiten Weltkrieg; Eine von drei Gedenktafeln in der Kirche (in einem Gedenkraum im untersten Turmgeschoss)                                                                                          | 49° 32′ 55″ N, 9° 43′ 54″ O   |
|                | Königshofen               | Kriegerdenkmal in Königshofen bei Lauda-Königshofen am Waldrand; Kriegsgräberstätte; aus behauenen Steinen bestehendes Denkmal mit einer Inschriftentafel | 49° 33′ 5″ N, 9° 44′ 32″ O    |
|                | Königshofen               | Kriegerdenkmal in Königshofen bei Lauda-Königshofen als Kriegsgräberstätte der Osterkämpfe 1945 | 49° 32′ 58″ N, 9° 44′ 9″ O    |
|                | Lauda                     | Kriegerdenkmal in Lauda bei Lauda-Königshofen für alle Kriegsopfer (1870-1871, 1914-1918, 1939-1945) auf dem neuen Friedhof | 49° 33′ 57″ N, 9° 41′ 49″ O   |
|                | Lauda                     | Kriegerdenkmal in Lauda bei Lauda-Königshofen für den Ersten Weltkrieg auf dem alten Friedhof bei der Marienkirche an einer der Umfassungsmauern | 49° 34′ 8″ N, 9° 42′ 21″ O    |
|                | Lauda                     | Kriegerdenkmal in Lauda bei Lauda-Königshofen als Kriegsgräber des Ersten und Zweiten Weltkriegs auf dem alten Friedhof | 49° 34′ 8″ N, 9° 42′ 18″ O    |
|                | Marbach                   | Kriegerdenkmal in Marbach bei Lauda-Königshofen für die Gefallenen und Vermissten des Ersten und Zweiten Weltkriegs | 49° 33′ 56″ N, 9° 43′ 30″ O   |
|                | Messelhausen              | Kriegerdenkmal in Messelhausen bei Lauda-Königshofen für die Gefallenen und Vermissten des Ersten und Zweiten Weltkriegs | 49° 34′ 33″ N, 9° 47′ 25″ O   |
|                | Messelhausen-Hof Marstadt | Kriegerdenkmal in Form eines Soldatengrabs am Marstadter See für einen gefallenen Soldaten des Zweiten Weltkriegs. | 49° 33′ 42″ N, 9° 48′ 35″ O   |
|                | Oberbalbach               | Kriegerdenkmal in Oberbalbach bei Lauda-Königshofen für die Gefallenen und Vermissten des Ersten und Zweiten Weltkriegs | 49° 32′ 23″ N, 9° 47′ 37″ O   |
|                | Oberlauda                 | Kriegerdenkmal in Oberlauda bei Lauda-Königshofen, Obelisk für die Gefallenen des Deutsch-Französischen Kriegs von 1870/71 | 49° 33′ 56″ N, 9° 40′ 46″ O   |
|                | Oberlauda                 | Kriegerdenkmal in Oberlauda bei Lauda-Königshofen, Ehrentafel für die Gefallenen des Ersten Weltkriegs im ehemaligen Gemeindehaus | Koordinaten fehlen! Hilf mit. |
|                | Oberlauda                 | Kriegerdenkmal in Oberlauda bei Lauda-Königshofen, Denkmal für die Gefallenen des Ersten Weltkriegs | 49° 34′ 2″ N, 9° 40′ 34″ O    |
|                | Oberlauda                 | Kriegerdenkmal in Oberlauda bei Lauda-Königshofen, Ehrentafel für die Gefallenen des Zweiten Weltkriegs im ehemaligen Gemeindehaus | Koordinaten fehlen! Hilf mit. |
|                | Oberlauda                 | Kriegerdenkmal in Oberlauda bei Lauda-Königshofen, Denkmalstein für die Opfer des Zweiten Weltkriegs | 49° 34′ 2″ N, 9° 40′ 34″ O    |
|                | Sachsenflur               | Kriegerdenkmal in Sachsenflur bei Lauda-Königshofen für die Opfer des Deutsch-Französischen Kriegs von 1870/71 | 49° 31′ 25″ N, 9° 42′ 38″ O   |
|                | Sachsenflur               | Kriegerdenkmal in Sachsenflur bei Lauda-Königshofen für die Gefallenen und Vermissten des Ersten und Zweiten Weltkriegs | 49° 31′ 25″ N, 9° 42′ 38″ O   |
|                | Unterbalbach              | Kriegerdenkmal in Unterbalbach bei Lauda-Königshofen für die Gefallenen und Vermissten des Ersten und Zweiten Weltkriegs | 49° 31′ 45″ N, 9° 44′ 53″ O   |
|                | Unterbalbach              | Kriegerdenkmal in Unterbalbach bei Lauda-Königshofen als Einzelgrab für sieben gefallen Soldaten während des Zweiten Weltkriegs | 49° 31′ 45″ N, 9° 44′ 54″ O   |

### Niederstetten
Kriegerdenkmale in Niederstetten mit den Stadtteilen Adolzhausen, Herrenzimmern, Niederstetten, Oberstetten, Pfitzingen, Rinderfeld, Rüsselhausen, Vorbachzimmern, Wermutshausen und Wildentierbach:
sowie Bilder der Kriegerdenkmale
| Bild | Ort                                 | Beschreibung | Koordinaten                   |
| ---- | ----------------------------------- | --- | ----------------------------- |
|      | Adolzhausen                         | Kriegerdenkmal in Adolzhausen bei Niederstetten für die Opfer des Ersten und Zweiten Weltkriegs                                                   | 49° 24′ 14″ N, 9° 52′ 29″ O   |
|      | Herrenzimmern                       | Kriegerdenkmal in Herrenzimmern bei Niederstetten für die Opfer des Ersten und Zweiten Weltkriegs                                                 | 49° 25′ 46″ N, 9° 51′ 56″ O   |
|      | Lichtel, Oberrimbach, Wolkersfelden | Kriegerdenkmal in Lichtel (mit Oberrimbach bei Creglingen und mit Wolkersfelden bei Niederstetten) für beide Weltkriege                           | Koordinaten fehlen! Hilf mit. |
|      | Niederstetten                       | Kriegerdenkmal in Niederstetten in Form von Gedenktafeln vor dem Rathaus                                                                          | Koordinaten fehlen! Hilf mit. |
|      | Niederstetten, Haltenbergstetten    | Kriegerdenkmal in Haltenbergstetten bei Niederstetten als Gedenktafeln im Inneren der barocken katholischen Schlosskirche Haltenbergstetten       | Koordinaten fehlen! Hilf mit. |
|      | Oberstetten                         | Kriegerdenkmal in Oberstetten bei Niederstetten für die Opfer des Zweiten Weltkriegs                                                              | Koordinaten fehlen! Hilf mit. |
|      | Oberstetten                         | Kriegerdenkmal in Oberstetten bei Niederstetten in Form eines Kriegsgrabs                                                                         | Koordinaten fehlen! Hilf mit. |
|      | Oberstetten                         | Kriegerdenkmal in Oberstetten bei Niederstetten für die Opfer des Ersten Weltkriegs                                                               | Koordinaten fehlen! Hilf mit. |
|      | Pfitzingen                          | Kriegerdenkmal in Pfitzingen bei Niederstetten für die Opfer des Ersten und Zweiten Weltkriegs                                                    | 49° 25′ 39″ N, 9° 53′ 32″ O   |
|      | Rinderfeld, Dunzendorf              | Kriegerdenkmal in Rinderfeld (mit Dunzendorf) bei Niederstetten für die Opfer des Ersten und Zweiten Weltkriegs                                   | Koordinaten fehlen! Hilf mit. |
|      | Rüsselhausen                        | Kriegerdenkmal in Rüsselhausen bei Niederstetten für die Opfer des Ersten und Zweiten Weltkriegs                                                  | Koordinaten fehlen! Hilf mit. |
|      | Vorbachzimmern                      | Kriegerdenkmal in Vorbachzimmern bei Niederstetten für die Opfer des Ersten und Zweiten Weltkriegs                                                | 49° 25′ 34″ N, 9° 55′ 8″ O    |
|      | Wermutshausen                       | Kriegerdenkmal in Wermutshausen bei Niederstetten für die Opfer des Ersten und Zweiten Weltkriegs                                                 | 49° 25′ 3″ N, 9° 56′ 54″ O    |
|      | Wildentierbach                      | Kriegerdenkmal in Wildentierbach bei Niederstetten in Form einer Gedenktafel im Eingangsturm zur Wehrkirche für die Opfer des Ersten Weltkriegs.  | 49° 23′ 42″ N, 9° 58′ 58″ O   |
|      | Wildentierbach                      | Kriegerdenkmal in Wildentierbach bei Niederstetten in Form einer Gedenktafel im Eingangsturm zur Wehrkirche für die Opfer des Zweiten Weltkriegs. | 49° 23′ 42″ N, 9° 58′ 58″ O   |

### Tauberbischofsheim
Kriegerdenkmale in Tauberbischofsheim mit den Stadtteilen Dienstadt, Distelhausen, Dittigheim, Dittwar, Hochhausen, Impfingen und Tauberbischofsheim:
sowie Bilder der Kriegerdenkmale
| Bild | Ort                                                                 | Beschreibung | Koordinaten                   |
| ---- | ------------------------------------------------------------------- | --- | ----------------------------- |
|      | Dienstadt                                                           | Kriegerdenkmal in Dienstadt auf dem Friedhof für die Gefallenen und Vermissten beider Weltkriege; Kriegerdenkmal aus Stein. In der Mitte eine Figur. Daneben angeordnet insgesamt acht Kreuze. | 49° 38′ 1″ N, 9° 36′ 35″ O    |
|      | Distelhausen                                                        | Kriegerdenkmal in Distelhausen, Säule mit betendem Soldaten, für die Gefallenen und Vermissten des Ersten Weltkriegs; neben der Pfarrkirche St. Markus. An der Säule ist eine Tafel mit den Namen der im Ersten Weltkrieg gefallenen, verstorbenen und vermissten Mitgliedern der Gemeinde angebracht. | 49° 35′ 55″ N, 9° 41′ 31″ O   |
|      | Distelhausen                                                        | Kriegerdenkmal in Distelhausen, Steinkreuze und Inschriftentafeln an einer Abgrenzungsmauer, für die Gefallenen und Vermissten des Zweiten Weltkriegs | 49° 35′ 55″ N, 9° 41′ 31″ O   |
|      | Distelhausen                                                        | Kriegerdenkmal in Distelhausen, Gedenktafeln in der Kirche für die Gefallenen des Zweiten Weltkriegs mit zentralem geschnitzten Relief | 49° 35′ 54″ N, 9° 41′ 31″ O   |
|      | Dittigheim                                                          | Kriegerdenkmal in Dittigheim, zwei Gedenktafeln, für die Gefallenen des Deutsch-Französischen Kriegs (1870/71) | 49° 36′ 37″ N, 9° 40′ 33″ O   |
|      | Dittigheim                                                          | Kriegerdenkmal in Dittigheim, erste von zwei Gedenktafeln für den Deutsch-Französischen Krieg 1870/71 | 49° 36′ 37″ N, 9° 40′ 33″ O   |
|      | Dittigheim                                                          | Kriegerdenkmal in Dittigheim, zweite von zwei Gedenktafeln für den Deutsch-Französischen Krieg 1870/71 | 49° 36′ 37″ N, 9° 40′ 33″ O   |
|      | Dittigheim                                                          | Kriegerdenkmal in Dittigheim, Gedenktafel, erste von zwei Gedenktafeln zum Ersten Weltkrieg | 49° 36′ 37″ N, 9° 40′ 33″ O   |
|      | Dittigheim                                                          | Kriegerdenkmal in Dittigheim, Ehrentafel, zweite von zwei Gedenktafeln zum Ersten Weltkrieg | 49° 36′ 37″ N, 9° 40′ 33″ O   |
|      | Dittigheim                                                          | Kriegerdenkmal in Dittigheim, Denkmalkeuze für die Gefallenen und Vermissten beider Weltkriege | 49° 36′ 36″ N, 9° 40′ 35″ O   |
|      | Dittigheim                                                          | Kriegerdenkmal in Dittigheim, Ehrentafel zum Zweiten Weltkrieg | 49° 36′ 36″ N, 9° 40′ 33″ O   |
|      | Dittwar                                                             | Kriegerdenkmal in Dittwar, für die Gefallenen und Vermissten beider Weltkriege | 49° 35′ 13″ N, 9° 38′ 19″ O   |
|      | Hochhausen                                                          | Kriegerdenkmal in Hochhausen bei Tauberbischofsheim, für die Gefallenen des Oldenburger Regiments | 49° 39′ 36″ N, 9° 38′ 5″ O    |
|      | Hochhausen                                                          | Kriegerdenkmal in Hochhausen bei Tauberbischofsheim, für die Gefallenen des Deutsch-Französischen Kriegs 1870/71, An der Eisenbahn 6 (gegenüber) (Flst.Nr. 0-1382/1) | 49° 39′ 49″ N, 9° 38′ 1″ O    |
|      | Hochhausen                                                          | Kriegerdenkmal in Hochhausen bei Tauberbischofsheim, für die Gefallenen und Vermissten des Ersten Weltkriegs | 49° 39′ 37″ N, 9° 38′ 8″ O    |
|      | Hochhausen                                                          | Kriegerdenkmal in Hochhausen in Form eines Bildstocks, von 1920, für die glückliche Wiederkehr aus dem Ersten Weltkrieg, am Eiersheimer Weg am Rand einer Kurve. | 49° 39′ 47″ N, 9° 37′ 48″ O   |
|      | Hochhausen                                                          | Kriegerdenkmal in Hochhausen bei Tauberbischofsheim, für die Gefallenen und Vermissten des Zweiten Weltkriegs | 49° 39′ 36″ N, 9° 38′ 8″ O    |
|      | Impfingen                                                           | Kriegerdenkmal in Impfingen für die Opfer des Ersten und Zweiten Weltkriegs | 49° 38′ 53″ N, 9° 39′ 46″ O   |
|      | Impfingen                                                           | Kriegerdenkmal in Impfingen, für zwei an dieser Stelle ruhende Soldaten aus dem Deutschen Krieg von 1866 | 49° 39′ 12″ N, 9° 41′ 24″ O   |
|      | Impfingen                                                           | Kriegerdenkmal in Impfingen, Inschriftentafel für die Opfer 1870/71 und 1914-1918, im Eingangsbereich der Friedhofskapelle | 49° 38′ 53″ N, 9° 39′ 45″ O   |
|      | Impfingen                                                           | Kriegerdenkmal in Impfingen, Inschriftentafel für die Opfer 1939-1945, im Eingangsbereich der Friedhofskapelle | 49° 38′ 53″ N, 9° 39′ 45″ O   |
|      | Tauberbischofsheim                                                  | Kriegerdenkmal in Tauberbischofsheim für die Völkerschlacht bei Leipzig; sog. Friedrichs-Höhe | 49° 37′ 22″ N, 9° 40′ 25″ O   |
|      | Tauberbischofsheim, Tauberbischofsheim über der Tauberbrücke        | Kriegerdenkmal in Tauberbischofsheim, von 1866 | 49° 37′ 36″ N, 9° 40′ 17″ O   |
|      | Tauberbischofsheim                                                  | Kriegerdenkmal in Tauberbischofsheim in Form einer Kriegsgräberstätte auf dem Friedhof. | 49° 37′ 29″ N, 9° 39′ 24″ O   |
|      | Tauberbischofsheim                                                  | Kriegerdenkmal in Tauberbischofsheim für den Deutsch-Französischen Krieg 1870/71 und den Ersten Weltkrieg an der Kreuzung Viteyallee/Würzburger Straße; Auf einem Podest stehender Soldat, der Wache hält                                                                                              | 49° 37′ 23″ N, 9° 39′ 58″ O   |
|      | Tauberbischofsheim                                                  | Kriegerdenkmal in Tauberbischofsheim für Opfer des Deutschen Kriegs 1866 als Gedenkstein. | 49° 37′ 29″ N, 9° 39′ 25″ O   |
|      | Tauberbischofsheim                                                  | Kriegerdenkmal in Tauberbischofsheim für Opfer des Deutschen Kriegs 1866 als Gedenkplatte mit daran angebrachter Marmortafel. | 49° 37′ 29″ N, 9° 39′ 25″ O   |
|      | Tauberbischofsheim                                                  | Kriegerdenkmal in Tauberbischofsheim für Opfer des Deutschen Kriegs 1866 als Holzkreuz zum Andenken an die Opfer der Heimat. | 49° 37′ 29″ N, 9° 39′ 25″ O   |
|      | Tauberbischofsheim, Christuskirche                                  | Kriegerdenkmal in Tauberbischofsheim für Gefallene des Ersten Weltkriegs an der evangelischen Christuskirche links des Haupteingangs | 49° 37′ 19″ N, 9° 39′ 27″ O   |
|      | Tauberbischofsheim, Christuskirche                                  | Kriegerdenkmal in Tauberbischofsheim für Gefallene des Zweiten Weltkriegs an der evangelischen Christuskirche rechts des Haupteingangs | 49° 37′ 20″ N, 9° 39′ 27″ O   |
|      | Tauberbischofsheim, Matthias-Grünewald-Gymnasium Tauberbischofsheim | Kriegerdenkmal in Tauberbischofsheim für Opfer des Ersten Weltkriegs als Gedenktafel im Matthias-Grünewald-Gymnasium | Koordinaten fehlen! Hilf mit. |
|      | Tauberbischofsheim, Matthias-Grünewald-Gymnasium Tauberbischofsheim | Kriegerdenkmal in Tauberbischofsheim für Opfer des Zweiten Weltkriegs als zwei Gedenktafeln im Matthias-Grünewald-Gymnasium | Koordinaten fehlen! Hilf mit. |
|      | Tauberbischofsheim, Sebastianuskapelle                              | Kriegerdenkmal in Tauberbischofsheim für die gefallenen Soldaten des Zweiten Weltkriegs in der Sebastianuskapelle als Gedenkstätte | 49° 37′ 21″ N, 9° 39′ 42″ O   |
|      | Tauberbischofsheim                                                  | Kriegerdenkmal in Tauberbischofsheim als Gedenktafel im ehemaligen Konvikt | Koordinaten fehlen! Hilf mit. |
|      | Tauberbischofsheim                                                  | Kriegerdenkmal in Tauberbischofsheim als Gedenktafel bzw. Ehrentafel am Bismarckturm | 49° 36′ 58″ N, 9° 39′ 39″ O   |
|      | Tauberbischofsheim                                                  | Kriegerdenkmal in Tauberbischofsheim als Gedenkstein für russische Kriegsgefangene im Ersten Weltkrieg (Auf dem Büchelberg gab es ein Kriegsgefangenenlager im Ersten Weltkrieg) | Koordinaten fehlen! Hilf mit. |
|      | Tauberbischofsheim                                                  | Kriegerdenkmal in Tauberbischofsheim im Friedhof für Opfer in Kriegsgefangenschaft als große Steinwand mit Inschriften | 49° 37′ 29″ N, 9° 39′ 24″ O   |

### Weikersheim
Kriegerdenkmale in Weikersheim mit den Stadtteilen Elpersheim, Haagen, Honsbronn, Laudenbach, Nassau, Neubronn, Queckbronn, Schäftersheim und Weikersheim:
sowie Bilder der Kriegerdenkmale
| Bild | Ort           | Beschreibung | Koordinaten                   |
| ---- | ------------- | --- | ----------------------------- |
|      | Bronn         | Kriegerdenkmal in Bronn bei Weikersheim, für die Gefallenen und an Verwundung Gestorbenen des Ersten und Zweiten Weltkriegs | 49° 26′ 24″ N, 9° 53′ 35″ O   |
|      | Elpersheim    | Kriegerdenkmal in Elpersheim bei Weikersheim für die Gefallenen und Vermissten des Ersten und Zweiten Weltkriegs | Koordinaten fehlen! Hilf mit. |
|      | Elpersheim    | Mahnmal in Elpersheim bei Weikersheim für die Vertriebenen des Zweiten Weltkriegs. | 49° 27′ 44″ N, 9° 53′ 9″ O    |
|      | Honsbronn     | Kriegerdenkmal in Honsbronn bei Weikersheim für die Gefallenen und Vermissten des Ersten und Zweiten Weltkriegs | 49° 27′ 5″ N, 9° 54′ 31″ O    |
|      | Laudenbach    | Kriegerdenkmal in Laudenbach bei Weikersheim für die Gefallenen des Ersten Weltkriegs | Koordinaten fehlen! Hilf mit. |
|      | Laudenbach    | Kriegerdenkmal in Laudenbach bei Weikersheim für die Gefallenen und Vermissten des Zweiten Weltkriegs | Koordinaten fehlen! Hilf mit. |
|      | Nassau        | Kriegerdenkmal in Nassau bei Weikersheim für die Gefallenen des Ersten und Zweiten Weltkriegs | 49° 31′ 27″ N, 9° 53′ 31″ O   |
|      | Neubronn      | Kriegerdenkmal in Neubronn bei Weikersheim für die Gefallenen des Ersten und Zweiten Weltkriegs | Koordinaten fehlen! Hilf mit. |
|      | Queckbronn    | Kriegerdenkmal in Queckbronn bei Weikersheim für die Gefallenen des Ersten und Zweiten Weltkriegs | Koordinaten fehlen! Hilf mit. |
|      | Schäftersheim | Kriegerdenkmal in Schäftersheim bei Weikersheim, für die Gefallenen des Ersten und Zweiten Weltkriegs; vor der evang. Kirche; Auf einem Steinsockel kniet ein Soldat mit Gewehr. Dahinter sind die Namenstafeln in eine Wand eingefügt. | 49° 29′ 52″ N, 9° 53′ 59″ O   |
|      | Weikersheim   | Kriegerdenkmal in Weikersheim als freistehende Wand auf dem Friedhof; mit Sandsteinen verkleidet. Daran sind Namenstafeln aus Metall angebracht                                                                                         | 49° 29′ 6″ N, 9° 54′ 0″ O     |
|      | Weikersheim   | Kriegerdenkmal in Weikersheim als Kriegsgräberstätte, bestehend aus quadratischen Sandsteinen | 49° 29′ 6″ N, 9° 53′ 59″ O    |

### Werbach
Kriegerdenkmale in Werbach mit den Gemeindeteilen Brunntal, Gamburg, Niklashausen, Wenkheim, Werbach und Werbachhausen:
sowie Bilder der Kriegerdenkmale
| Bild | Ort          | Beschreibung | Koordinaten                 |
| ---- | ------------ | --- | --------------------------- |
|      | Gamburg      | Kriegerdenkmal in Gamburg für die Opfer des Ersten und Zweiten Weltkriegs | 49° 41′ 52″ N, 9° 36′ 4″ O  |
|      | Niklashausen | Kriegerdenkmal in Niklashausen für die Opfer des Ersten Weltkriegs | 49° 42′ 10″ N, 9° 36′ 59″ O |
|      | Niklashausen | Kriegerdenkmal in Niklashausen für die Opfer des Zweiten Weltkriegs | 49° 42′ 10″ N, 9° 36′ 59″ O |
|      | Niklashausen | Kriegerdenkmal in Niklashausen für die Opfer des Deutsch-Französischen Krieges von 1870/71                                                                                          | 49° 42′ 18″ N, 9° 37′ 9″ O  |
|      | Wenkheim     | Kriegerdenkmal in Wenkheim bei Werbach für die Opfer des Ersten und Zweiten Weltkriegs                                                                                              | 49° 41′ 54″ N, 9° 42′ 16″ O |
|      | Wenkheim     | Kriegerdenkmal in Wenkheim bei Werbach für die Opfer des Deutsch-Französischen-Krieges von 1870/71                                                                                  | 49° 41′ 57″ N, 9° 42′ 8″ O  |
|      | Werbach      | Kriegerdenkmal in Werbach für die Opfer des Deutsch-Französischen Kriegs 1870/71; An der Kreuzung Hauptstraße/Böttigheimer Straße; Eine Stele aus Sandstein.                        | 49° 40′ 15″ N, 9° 38′ 19″ O |
|      | Werbach      | Kriegerdenkmal in Werbach für die Opfer des Zweiten Weltkriegs in der Mitte des Friedhofs; Ein Sandstein-Altar mit Kreuzigungsszene. Sowie im Zugang zwei einzelne Sandsteinkreuze. | 49° 40′ 19″ N, 9° 38′ 30″ O |
|      | Werbach      | Kriegerdenkmal in Werbach für die Opfer des Ersten Weltkriegs | 49° 40′ 3″ N, 9° 38′ 25″ O  |
|      | Werbach      | Kriegerdenkmal in Werbach für die badischen Gefallenen des Vorpostengefechts bei Walldürn am 23. Juli 1866 und des Gefechts bei Werbach am 24. Juli 1866                            | 49° 40′ 16″ N, 9° 38′ 17″ O |

### Wertheim
Kriegerdenkmale in Wertheim mit den Stadtteilen Bettingen, Dertingen, Dietenhan, Dörlesberg, Grünenwört, Höhefeld, Kembach, Lindelbach, Mondfeld, Nassig, Reicholzheim, Sachsenhausen, Sonderriet, Urphar, Waldenhausen und Wertheim:
sowie Bilder der Kriegerdenkmale
| Bild | Ort           | Beschreibung | Koordinaten                   |
| ---- | ------------- | --- | ----------------------------- |
|      | Bestenheid    | Kriegerdenkmal in Bestenheid bei Wertheim für die Gefallenen und Vermissten des Ersten Weltkriegs | 49° 46′ 52″ N, 9° 29′ 47″ O   |
|      | Bestenheid    | Kriegerdenkmal in Bestenheid bei Wertheim für die Gefallenen und Vermissten des Zweiten Weltkriegs | 49° 46′ 52″ N, 9° 29′ 47″ O   |
|      | Bettingen     | Kriegerdenkmal in Bettingen bei Wertheim für die Gefallenen und Vermissten des Deutsch-Französischen-Kriegs von 1870/71 sowie des Ersten und Zweiten Weltkriegs | 49° 46′ 20″ N, 9° 33′ 47″ O   |
|      | Dertingen     | Kriegerdenkmal in Dertingen bei Wertheim für die Gefallenen und Vermissten des Deutsch-Französischen-Kriegs von 1870/71 | 49° 46′ 7″ N, 9° 37′ 14″ O    |
|      | Dertingen     | Kriegerdenkmal in Dertingen bei Wertheim für die Gefallenen und Vermissten des Ersten und Zweiten Weltkriegs | 49° 46′ 7″ N, 9° 37′ 13″ O    |
|      | Dietenhan     | Kriegerdenkmal in Dietenhan bei Wertheim für die Gefallenen des Deutsch-Französischen-Kriegs von 1870/71. In einer Sandstein verkleidenden Wand ist eine Gedenkplatte eingesetzt. | 49° 44′ 40″ N, 9° 36′ 25″ O   |
|      | Dietenhan     | Kriegerdenkmal in Dietenhan bei Wertheim für die Gefallenen und Vermissten des Ersten Weltkriegs. 1914–18: Auf einem Sockel steht eine pyramidenförmige Säule auf vier Kugeln. | 49° 44′ 39″ N, 9° 36′ 26″ O   |
|      | Dietenhan     | Kriegerdenkmal in Dietenhan bei Wertheim für die Gefallenen und Vermissten des Zweiten Weltkriegs | 49° 44′ 39″ N, 9° 36′ 26″ O   |
|      | Dörlesberg    | Kriegerdenkmal in Dörlesberg bei Wertheim für die Gefallenen und Vermissten des Ersten und Zweiten Weltkriegs | 49° 42′ 45″ N, 9° 30′ 8″ O    |
|      | Eichel        | Kriegerdenkmal in Eichel bei Wertheim für die Gefallenen des Deutsch-Französischen Kriegs von 1870/71 | 49° 45′ 56″ N, 9° 32′ 37″ O   |
|      | Eichel        | Kriegerdenkmal in Eichel bei Wertheim in Form einer Steintafel für die Gefallenen und Vermissten des Zweiten Weltkriegs | 49° 45′ 55″ N, 9° 32′ 40″ O   |
|      | Eichel        | Kriegsgräberstätte in Eichel in Form einzelner Gräber für Gefallenen des Zweiten Weltkriegs | 49° 45′ 55″ N, 9° 32′ 40″ O   |
|      | Grünenwört    | Kriegerdenkmal in Grünenwört bei Wertheim für die Gefallenen und Vermissten des Ersten Weltkriegs; An der Aussegnungshalle befindet sich der Gedenkstein aus Sandstein. Unten ein durch Eichenlaub eingefasstes deutsches Kreuz. In der Mitte der Namen ein Schwert das nach unten zeigt. Über der Inschrift ein Stahlhelm mit Lorbeerast. | 49° 46′ 23″ N, 9° 28′ 18″ O   |
|      | Grünenwört    | Kriegerdenkmal in Grünenwört bei Wertheim für die Gefallenen und Vermissten des Ersten und Zweiten Weltkriegs. Vor der Christuskirche steht eine Steinsäule, daneben eine Betonwand, auf der die Namenstafeln aus Marmor befestigt sind.                                                                                                   | 49° 46′ 22″ N, 9° 28′ 18″ O   |
|      | Höhefeld      | Kriegerdenkmal in Höhefeld bei Wertheim für die Gefallenen und Vermissten des Ersten Weltkriegs | 49° 42′ 47″ N, 9° 36′ 40″ O   |
|      | Höhefeld      | Kriegerdenkmal in Höhefeld bei Wertheim für die Gefallenen und Vermissten des Zweiten Weltkriegs | 49° 42′ 55″ N, 9° 36′ 35″ O   |
|      | Kembach       | Kriegerdenkmal in Kembach bei Wertheim für die Gefallenen und Vermissten des Ersten und Zweiten Weltkriegs | 49° 44′ 31″ N, 9° 37′ 35″ O   |
|      | Lindelbach    | Kriegerdenkmal in Lindelbach bei Wertheim für die Gefallenen und Vermissten des Deutsch-Französischen-Kriegs von 1870/71 | 49° 45′ 27″ N, 9° 35′ 4″ O    |
|      | Lindelbach    | Kriegerdenkmal in Lindelbach bei Wertheim für die Gefallenen und Vermissten des Ersten Weltkriegs | 49° 45′ 27″ N, 9° 35′ 4″ O    |
|      | Lindelbach    | Kriegerdenkmal in Lindelbach bei Wertheim für die Gefallenen und Vermissten Zweiten Weltkriegs | 49° 45′ 27″ N, 9° 35′ 3″ O    |
|      | Mondfeld      | Kriegerdenkmal in Mondfeld bei Wertheim für die Gefallenen und Vermissten des Ersten und Zweiten Weltkriegs | 49° 47′ 5″ N, 9° 25′ 9″ O     |
|      | Nassig        | Kriegerdenkmal in Nassig bei Wertheim für die Gefallenen sowie in Gedenken an die zivilen Opfer am 31. März 1945 | 49° 44′ 16″ N, 9° 27′ 0″ O    |
|      | Nassig        | Kriegerdenkmal in Nassig bei Wertheim für die Gefallenen des Zweiten Weltkriegs. Grabanlage: Ein Steinaltar mit einem großen Steinkreuz darauf. Davor einzelne Gedenkplatten mit den Namen der Gefallenen. | 49° 44′ 16″ N, 9° 27′ 0″ O    |
|      | Nassig        | Kriegerdenkmal in Nassig bei Wertheim für die Vermissten des Zweiten Weltkriegs. Gedenkstätte für die Vermissten: In der Mitte auf einem Sockel – eine Sitzende Frauenfigur. Rechts und links daneben zwei Namenstafeln. | 49° 44′ 16″ N, 9° 27′ 0″ O    |
|      | Nassig        | Kriegerdenkmal in Nassig bei Wertheim für die Gefallenen des Ersten Weltkriegs; auf einem Sandsteinsockel kniet ein betender Soldat | 49° 44′ 16″ N, 9° 26′ 59″ O   |
|      | Nassig        | Kriegerdenkmal in Nassig bei Wertheim für die Gefallenen des Deutsch-Französischen-Kriegs von 1870/71 | 49° 44′ 6″ N, 9° 26′ 59″ O    |
|      | Reicholzheim  | Kriegerdenkmal in Reicholzheim bei Wertheim für die Gefallenen und Vermissten des Ersten und Zweiten Weltkriegs | 49° 43′ 51″ N, 9° 32′ 5″ O    |
|      | Sachsenhausen | Kriegerdenkmal in Sachsenhausen bei Wertheim für die Gefallenen des Deutsch-Französischen-Kriegs von 1870/71 | 49° 43′ 52″ N, 9° 29′ 35″ O   |
|      | Sachsenhausen | Kriegerdenkmal in Sachsenhausen bei Wertheim für die Gefallenen und Vermissten des Ersten Weltkriegs | 49° 43′ 57″ N, 9° 29′ 30″ O   |
|      | Sachsenhausen | Kriegerdenkmal in Sachsenhausen bei Wertheim für die Gefallenen und Vermissten des Zweiten Weltkriegs | 49° 44′ 0″ N, 9° 29′ 30″ O    |
|      | Sonderriet    | Kriegerdenkmal in Sonderriet bei Wertheim für die Gefallenen des Deutschen Kriegs von 1866 | 49° 43′ 8″ N, 9° 26′ 21″ O    |
|      | Sonderriet    | Kriegerdenkmal in Sonderriet bei Wertheim für die Gefallenen und Vermissten des Ersten Weltkriegs | 49° 43′ 8″ N, 9° 26′ 20″ O    |
|      | Sonderriet    | Kriegerdenkmal in Sonderriet bei Wertheim für die Gefallenen und Vermissten des Zweiten Weltkriegs | 49° 43′ 8″ N, 9° 26′ 20″ O    |
|      | Urphar        | Kriegerdenkmal in Urphar bei Wertheim für die Gefallenen und Vermissten des Ersten Weltkriegs | 49° 44′ 51″ N, 9° 34′ 20″ O   |
|      | Urphar        | Kriegerdenkmal in Urphar bei Wertheim für die Gefallenen und Vermissten des Zweiten Weltkriegs | 49° 44′ 51″ N, 9° 34′ 20″ O   |
|      | Vockenrot     | Kriegerdenkmal in Vockenrot bei Wertheim für die Gefallenen und Vermissten des Ersten Weltkriegs | 49° 45′ 5″ N, 9° 29′ 16″ O    |
|      | Vockenrot     | Kriegerdenkmal in Vockenrot bei Wertheim für die Gefallenen und Vermissten des Zweiten Weltkriegs | 49° 45′ 5″ N, 9° 29′ 16″ O    |
|      | Waldenhausen  | Kriegerdenkmal in Waldenhausen bei Wertheim für die Gefallenen und Vermissten des Ersten Weltkriegs | 49° 44′ 39″ N, 9° 31′ 16″ O   |
|      | Waldenhausen  | Kriegerdenkmal in Waldenhausen bei Wertheim für die Gefallenen und Vermissten des Zweiten Weltkriegs | 49° 44′ 39″ N, 9° 31′ 16″ O   |
|      | Wertheim      | Kriegerdenkmal in Wertheim für die Gefallenen und Vermissten des Deutsch-Französischen Krieges von 1870/71 | 49° 45′ 33″ N, 9° 30′ 42″ O   |
|      | Wertheim      | Kriegerdenkmal in Wertheim, Steintafeln für die Gefallenen und Vermissten des Ersten Weltkriegs | 49° 45′ 32″ N, 9° 30′ 41″ O   |
|      | Wertheim      | Kriegerdenkmal in Wertheim, Kriegsgräberstätte für die Gefallenen und Vermissten des Zweiten Weltkriegs | 49° 45′ 34″ N, 9° 30′ 44″ O   |
|      | Wertheim      | Gedenktafel für die gefallenen Lehrer und Schüler des Dietrich-Bonhoeffer-Gymnasiums Wertheim | Koordinaten fehlen! Hilf mit. |

### Wittighausen
Kriegerdenkmale in Wittighausen mit den Gemeindeteilen Oberwittighausen, Poppenhausen, Unterwittighausen und Vilchband:
sowie Bilder der Kriegerdenkmale
| Bild | Ort               | Beschreibung | Koordinaten                 |
| ---- | ----------------- | --- | --------------------------- |
|      | Oberwittighausen  | Kriegerdenkmal in Oberwittighausen an der Kirche St. Ägidius für die Opfer des Deutsch-Französischen Kriegs von 1870/71 sowie für die Opfer des Ersten und Zweiten Weltkriegs | 49° 37′ 34″ N, 9° 51′ 5″ O  |
|      | Poppenhausen      | Kriegerdenkmal in Poppenhausen bei Wittighausen für die Opfer des Ersten und Zweiten Weltkriegs                                                                               | 49° 37′ 55″ N, 9° 49′ 35″ O |
|      | Unterwittighausen | Kriegerdenkmal in Unterwittighausen für die Opfer des Ersten und Zweiten Weltkriegs                                                                                           | 49° 36′ 46″ N, 9° 50′ 9″ O  |
|      | Vilchband         | Kriegerdenkmal in Vilchband für die Opfer des Ersten und Zweiten Weltkriegs                                                                                                   | 49° 35′ 34″ N, 9° 49′ 24″ O |
|      | Vilchband         | Kriegerdenkmal in Vilchband in Form einer Gedenktafel für die Opfer des Zweiten Weltkriegs                                                                                    | 49° 35′ 34″ N, 9° 49′ 25″ O |
|      | Vilchband         | Kriegerdenkmal in Vilchband für die Gefallenen am 3. April 1945 | 49° 35′ 27″ N, 9° 50′ 1″ O  |

## Kriegerdenkmale im Main-Tauber-Kreis nach Krieg
- Liste der Denkmäler des Deutsch-Französischen Krieges im Main-Tauber-Kreis